# 蒂娜·贝尔-凯克
蒂娜·贝尔-凯克（英語：Tina Bell-Kake，1967年6月30日—），新西兰女子曲棍球运动员。她曾代表新西兰参加1998年英联邦运动会曲棍球比赛，获得一枚铜牌。她也曾参加1992年和2000年夏季奥林匹克运动会。